# Madegney
Madegney är en kommun i departementet Vosges i regionen Grand Est (tidigare regionen Lorraine) i nordöstra Frankrike. Kommunen ligger i kantonen Dompaire som tillhör arrondissementet Épinal. År 2022 hade Madegney 126 invånare.

## Befolkningsutveckling
Antalet invånare i kommunen Madegney
| Referens: INSEE |